# Gräddhylla
En gräddhylla kallas en gata med exklusiva bostadshus, som ofta är placerade så att husen har utsikt. 

## Engelsktalande förhållanden
I engelsktalande länder används uttryck som Millionaires' Mile eller Millionaires' Row.
Ett annat namn för de rikaste gatorna i en stad är Alpha Street ("Alfagatan", efter alfa, den första bokstaven i det grekiska alfabetet). Millionaires' Rows finns ofta i kvarter vid namn Gold Coast. Det finns till exempel Gold Coast på Long Island, Bostons Gold Coast, och Chicagos Gold Coast.
Vid Millionaires' Miles finns ofta så kallade "great houses" i olika arkitekturstilar, vilka beroende på var de finns kan vara stately homes, herrgårdar, eller townhouses.
Begreppet kan också användas om annat som associeras med rikedom. Till exempel kallas vissa dyrare åskådarplatser vid galopptävlingen Kentucky Derby för Millionaires' Row.

## Exempel
- Bellevue Avenue, Newport, Rhode Island, USA[1]

### Fotnoter
1. ↑  ”Vacations in Rhode Island” (på engelska). USA Today. Arkiverad från originalet den 21 februari 2013. https://web.archive.org/web/20130221145758/http://traveltips.usatoday.com/vacations-rhode-island-43479.html. Läst 25 oktober 2015.